# Силюк Анатолій Михайлович
Анатолій Михайлович Силюк (16 вересня 1958, с. Уховецьк Ковельського району Волинської області) — заслужений працівник культури України, директор Волинського краєзнавчого музею. Зробив значний внесок у розвиток краєзнавчого руху та музейної справи на Волині. Фахівець у галузі музейної справи та в історичному краєзнавстві.
Він автор низки наукових і науково-популярних публікацій з історії музейної справи та краєзнавства Волині, організатор краєзнавчих і наукових конференцій, упорядник та член редколегії наукових збірників.

## Родина
Народився в селянській сім'ї.

## Освіта
- Закінчив в 1976 році Уховецьку середню школу,
- Навчався на історичному факультеті Луцького педінституту імені Лесі Українки, який закінчив у 1983 році.

## Кар'єра
Відслужив строкову військову службу.
- З 1982 року працював у Волинському краєзнавчому музеї, спочатку науковим, потім старшим науковим співробітником відділу історії релігії і атеїзму.
- У 1984—1987 роках був старшим інспектором по музеях Волинського обласного управління культури.
- У 1987 році призначений заступником директора з наукової роботи Волинського краєзнавчого музею, а з 1991 року — директором музею.

## Діяльність
Анатолій Силюк є:
- організатором краєзнавчих та наукових конференцій,
- упорядником та членом редколегій наукових збірників матеріалів конференцій
  - «Волинський музей. Історія і сучасність»,
  - «Волинська ікона: дослідження та реставрація»,
  - «Минуле і сучасне Волині та Полісся».
- членом редакційних колегій
  - хрестоматії з історії Волині,
  - «Словника краєзнавців області», ґ
  - «Зводу пам'яток історії та культури» тощо.
- Організатором виставок,
  - творчих робіт Валентини Михальської з с. Хворостів Любомльського району та Марії Кравчук з с. Туличів Турійського району у різних містах і регіонах України,
  - творів волинського іконопису в Українському Домі в Києві із виданням і презентацією альбому-каталогу «Волинська ікона XVI—XVIII ст.» (Київ — Луцьк: Спадщина, 1998),
  - волинських старожитностей в музеях Варшави, Замостя, Холма (Польща), Бреста (Білорусь) та ін.
  - колекції з музеїв Львова, Житомира, Тернополя, Кременця, Рівного, Острога, міст Польщі, Словаччини, США та Білорусі, з приватних колекцій відомих діячів української культури Романа Сельського, Івана Труша, Олени Кульчицької та ін.

Завдяки особистим контактам А. Силюка, фонди Волинського музею поповнились унікальними документами і пам'ятками, зокрема:
- з особистого архіву митрополита УАПЦ Анатолія Дублянського (Німеччина),
- митрополита УАПЦ Полікарпа Сікорського (Париж),
- гетьманівни Олени Отт-Скоропадської (Мюнхен),
- родини В'ячеслава Липинського з Польщі та Англії тощо

За його участю створено і поновлено експозиції ряду музеїв, проводиться обмін виставками, місцеві краєзнавчі конференції, зокрема, у Нововолинську, Володимирі-Волинському, Маневичах, Старому Чорторийську, Четвертні, Прилісному, Ковелі, Горохові тощо.
Популяризації життя і творчості Лесі Українки та родини Косачів.
За його участю і при його сприянні
- проведено конференції та видано наукові збірки матеріалів:
  - «Леся Українка та родина Косачів в контексті української та світової культури» (с. Колодяжне, 1996, 2001, 2006),
  - «Олена Пчілка і Волинь» (Луцьк, 1999),
  - «Олена Пчілка і родина Косачів в історії інтелектуальної еліти України та Волині» (Луцьк, 2009) та ін.,
- організовано всеукраїнську виставку-конкурс «Леся Українка в екслібрисі» з виданням каталогу,
- опубліковано каталог «Лесезнавча філокартія» та комплект із трьох книг «…Ті вічні пісні, ті єдині спадки…», у якому представлено «Колодяженські пісні з рукописного зошита в записах Лесі Українки та Ольги Косач» (рукописний зошит зберігається у фондах Волинського краєзнавчого музею).

2011 року Анатолій Силюк сприяв проведенню наукової конференції до 140-річчя від дня народження Лесі Українки, за його безпосередньою участю у формуванні експозицій і фондів відкрито музей-садибу В'ячеслава Липинського в Затурцях.

## Публікації
Пропагує історію і культуру Волинського краю на радіо і телебаченні, в газетах і журналах.
Є автором:
- наукових та науково-популярних публікацій з історії музейної справи та краєзнавства Волині,
- публікацій у тритомному виданні «Роде наш красний… Волинь у долях краян і людських документах» (Луцьк: Вежа, 1996—1999), зокрема, про А. Дублянського і А.Лазарчука.
- історіографічних праць про В.Андріяшева і М.Теодоровича.

## Наукові інтереси
- музейництво
- історичне краєзнавство
- охорона культурної спадщини

## Громадська діяльність
Є членом президії Волинського обласного товариства краєзнавців від часу утворення товариства у 1989 році.

## Відзнаки
- Лауреат регіональної премії «За відродження Волині» (м. Рівне, 2001)
- Ліуреат обласної премії імені М.Куделі (м. Луцьк).
- Неодноразово був визнаний Людиною року у Волинській області в галузі культури.
- У 2008 році Силюку Анатолію Михайловичу було присвоєно почесне звання «Заслужений працівник культури України».
- Лауреат краєзнавчої премії імені Дмитра Яворницького (2011)[1].
- орден Святого Рівноапостольного князя Володимира Великого ІІІ ступеня (2013)
- Почесний краєзнавець України (2014).
- Лауреат Премії імені Героя України Михайла Сікорського Національної спілки краєзнавців України (2018).